# Serta
A sé titular de Serta é referente a uma antiga diocese localizada na Mauritânia Cesariense, onde hoje fica a Argélia.

## História
Serta, na Argélia de hoje, é uma antiga sé episcopal na província romana da Mauritânia Cesariense.
O único bispo conhecido dessa diocese africana é Saturnino, cujo nome aparece em 117º lugar na lista de bispos cesarienses da Mauritânia convocados a Cartago pelo rei dos vândalos Hunerico, em 484; Saturnino já havia falecido por ocasião da elaboração desta lista. Morcelli também atribui a essa diocese o bispo Sallustio Zertensis, que Mesnage atribui a uma Sé de Zerta do Proconsolare, que o distingue do homônimo de Numídia.
Desde 1933, Serta é listada entre as sés titulares da Igreja Católica. O atual arcebispo-titular, como título pessoal, é Joseph Spiteri, núncio apostólico no Líbano.

## Prelados
- Władysław Rubin (1964 - 1979)
- Giovanni Coppa (1979 - 2007)
- Joseph Spiteri (2007 - atual)